# Кубок Фарерских островов по футболу
Кубок Фарерских островов по футболу (фар. Løgmanssteypið — Кубок Премьер-министра) — ежегодное соревнование среди футбольных клубов Фарерских островов. Проводится с 1955 года. До 1978 к участию в розыгрыше кубка допускались исключительно клубы из высшего футбольного дивизиона Фарерских островов. Начиная с 1979 в соревновании могут участвовать команды из всех четырех футбольных дивизионов страны. Победитель Кубка попадает в квалификационный раунд розыгрыша Лиги Европы УЕФА.
С 1979 по 1999 финал Кубка проводился на столичном стадионе Gundadalur с искусственным газоном, а с 2000 года на другом стадионе города Торсхавн Tórsvøllur, но уже с натуральным травяным покрытием.
Самым возрастным участником турнира является Петур Айрикссон — 27 июня 2020 года он вышел на поле в возрасте 61 года, 4 месяцев и 16 дней.

## Обладатели Кубка
| 1955 | ХБ   | КИ   | 5-2     |
| 1956 | ТБ   | ВБ   | ?-?     |
| 1957 | ХБ   | КИ   | 1-0     |
| 1958 | ТБ   | ХБ   | 5-3     |
| 1959 | ХБ   | Б-36 | 1-0     |
| 1960 | ТБ   | ХБ   | 3-0     |
| 1961 | ТБ   | Б-36 | ?-?     |
| 1962 | ХБ   | ТБ   | 2-1     |
| 1963 | ХБ   | Б-36 | 7-1     |
| 1964 | ХБ   | Б-36 | 3-3 4-3 |
| 1965 | Б-36 | ХБ   | 3-2     |

| Кол-во трофеев | Команда      | Сезоны |
| -------------- | ------------ | --- |
| 27             | ХБ Торсхавн  | 1955, 1957, 1959, 1962, 1963, 1964, 1968, 1969, 1971, 1972, 1973, 1975, 1976, 1978, 1979, 1980, 1981, 1982, 1984, 1987, 1988, 1989, 1992, 1995, 1998, 2004, 2019 |
| 7              | Б36 Торсхавн | 1965, 1991, 2001, 2003, 2006, 2018, 2021 |
| 6              | Гота         | 1983, 1985, 1996, 1997, 2000, 2005 |
| 6              | КИ Клаксвик  | 1966, 1967, 1990, 1994, 1999, 2016 |
| 6              | Викингур     | 2009, 2012, 2013, 2014, 2015, 2022 |
| 5              | Твёройри     | 1956, 1958, 1960, 1961, 1977 |
| 4              | ЭБ Стреймур  | 2007, 2008, 2010, 2011 |
| 3              | НСИ Рунавик  | 1986, 2002, 2017 |
| 1              | ВБ Вагур     | 1974 |
| 1              | Б-71 Сандой  | 1993 |

- В 1970 году финал Кубка не состоялся.